# Thamnophilus cryptoleucus
A Thamnophilus cryptoleucus a madarak osztályának verébalakúak (Passeriformes) rendjébe és a hangyászmadárfélék (Thamnophilidae) családjába tartozó faj.

## Rendszerezése
A fajt Auguste Ménégaux és Carl Eduard Hellmayr írták le 1906-ban, a Myrmelastes nembe Myrmelastes cryptoleucus néven.

## Előfordulása
Dél-Amerikában, az Amazonas-medencében, Brazília, Ecuador, Kolumbia és Peru területén honos. Természetes élőhelyei a szubtrópusi vagy trópusi síkvidéki esőerdők és mocsári erdők, folyók és patakok környékén. Állandó, nem vonuló faj.

## Megjelenése
Testhossza 17 centiméter, testtömege 30–35 gramm.

## Életmódja
Elsősorban rovarokkal és más ízeltlábúakkal táplálkozik.

## Természetvédelmi helyzete
Az elterjedési területe még nagy, de az a jövőbeli erdőirtások miatt gyorsan csökken, egyedszáma is csökken. A Természetvédelmi Világszövetség Vörös listáján mérsékelten fenyegetett fajként szerepel.